# Caesius Bassus
Gaius Caesius Bassus was een dichter in het Oude Rome tijdens het bewind van Nero, beroemd om zijn satiren.
Caesius Bassus was een van de vrienden van Ovidius en van Persius en behoorde ook tot diens dichterskring. 
- Bibsys: 95000364
- Biblioteca Nacional de España: XX1239278
- Bibliothèque nationale de France: cb12112741t (data)
- Gemeinsame Normdatei: 118675257
- International Standard Name Identifier: 0000 0000 4753 5046
- Library of Congress Control Number: nr90002081
- Nationale en Universitaire bibliotheek Zagreb: 000118043
- Nederlandse Thesaurus van Auteursnamen: 069976813
- Système universitaire de documentation: 130802379
- Virtual International Authority File: 537149294298980521421